# Алматинское
Алматинское (каз. Алматы) — село в Есильском районе Акмолинской области Казахстана. Входит в состав Интернационального сельского округа. Код КАТО — 114839200.

## География
Село расположено в 80 км на юго-запад от районного центра города Есиль, в 20 км на юг от центра сельского округа — села Интернациональное.

## Население
В 1989 году население села составляло 674 человек (из них русских 43%).
В 1999 году население села составляло 220 человек (117 мужчин и 103 женщины). По данным переписи 2009 года, в селе проживало 159 человек (83 мужчины и 76 женщин).